# Luieriu
Luieriu – wieś w Rumunii, w okręgu Marusza, w gminie Suseni. W 2011 roku liczyła 654 mieszkańców.